# Черленівка
Черле́нівка (рум. Cerlina Mare) — село в Україні, у Ванчиковецькій сільській громаді Чернівецького району Чернівецької області.

## Географія
У селі річка Бодніз впадає у Черлену.

## Історія
За даними на 1859 рік у власницькому селі Черлина Маре Хотинського повіту Бессарабської губернії, мешкала 685 осіб (346 чоловічої статі та 339 — жіночої), налічувалось 107 дворових господарства, існувала православна церква.
Станом на 1886 рік у власницькому селі Новоселицької волості мешкало 1976 осіб, налічувалось 169 дворових господарств, існувала православна церква.
З 24 серпня 1991 року село входить до складу незалежної України.
17 липня 2020 року, в результаті адміністративно-територіальної реформи і ліквідації Новоселицького району, село увійшло до складу Чернівецького району.

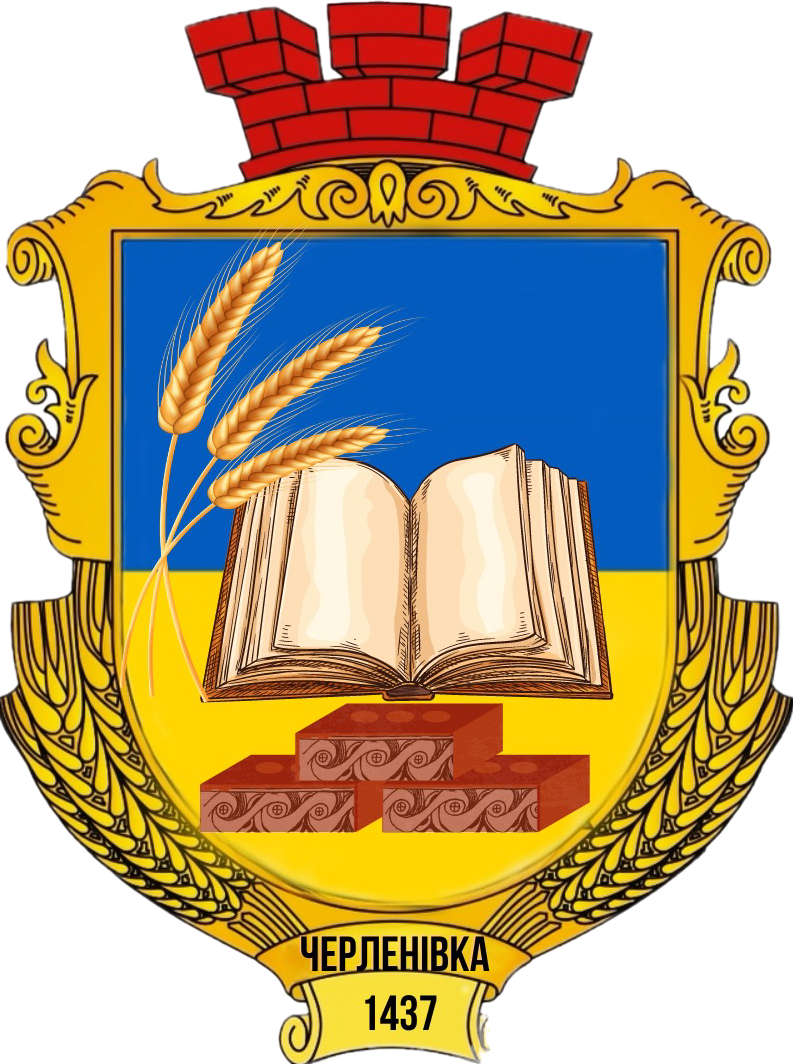
Проєкт герба села Черленівка